# Guibourtia conjugata
Guibourtia conjugata là một loài thực vật có hoa trong họ Đậu. Loài này được (Bolle) J.Leonard miêu tả khoa học đầu tiên.